# Christoph Kramer
Christoph Kramer, född 2 februari 1991 i Solingen, Tyskland, är en tysk fotbollsspelare som spelar för den tyska klubben Borussia Mönchengladbach i Bundesliga. Han spelar även för Tysklands landslag. 

## Landslagskarriär
Kramer var en av spelarna i Tysklands trupp under fotbolls-VM 2014. Han fick bara sporadiskt med speltid, och i finalen byttes han ut redan efter 31 minuter på grund av en huvudskada.